# Philosophical Magazine, or Annals of Chemistry
Philosophical Magazine, or Annals of Chemistry (abreviado Philos. Mag. Ann. Chem.) fue una revista ilustrada con descripciones botánicas que fue editada en Londres. Se publicaron los números 1 al 11, en los años 1827-1832. Fue precedida por Philosophical Magazine and Journal y Ann. Philos. Mag. Chem. y sustituida en 1832 por London and Edinburgh Philosophical Magazine and Journal of Science.